# استورم تورجرسن
استورم الوین تورجرسن (انگلیسی: Storm Elvin Thorgerson؛ ۲۸ فوریه ۱۹۴۴ – ۱۸ آوریل ۲۰۱۳) طراح و کارگردان هنری انگلیسی بود که بیشتر برای فعالیتش با گروه‌های موسیقی راک مانند پینک فلوید، لد زپلین، بلک سبث، دریم ثیتر، میوز، کرنبریز و مارس ولتا شناخته می‌شود.